# Blaasjeskruidfamilie
De blaasjeskruidfamilie (Lentibulariaceae) is een familie van vleesetende tweezaadlobbige, kruidachtige planten. De familie komt wereldwijd voor. De leden van deze kleine familie zijn water- of moerasplanten.
De familie telt zo'n driehonderd soorten in waarschijnlijk drie geslachten: Genlisea, Pinguicula en Utricularia (geslacht Blaasjeskruid). De laatste twee komen in Nederland voor.
- Groot blaasjeskruid (Utricularia vulgaris)
- Klein blaasjeskruid (Utricularia minor)
- Loos blaasjeskruid (Utricularia australis)
- Plat blaasjeskruid (Utricularia intermedia)
- Vetblad (Pinguicula vulgaris)

In het Cronquist-systeem (1981) was de blaasjeskruidfamilie ondergebracht in de orde Scrophulariales. In het APG II-systeem (2003) bestaat die orde niet en zijn de planten ondergebracht in de orde Lamiales.